# Sotenäs község
Sotenäs község (svédül: Sotenäs kommun) Svédország 290 községének egyike. 
A község mai formáját 1974-ben nyerte el.

## Települései
A községben 8 település található:
| Település     | Népesség | Megjegyzés         |
| ------------- | -------- | ------------------ |
| Kungshamn     |          | a község székhelye |
| Bohus-Malmön  |          |                    |
| Bovallstrand  |          |                    |
| Hovenäset     |          |                    |
| Hunnebostrand |          |                    |
| Smögen        |          |                    |
| Ulebergshamn  |          |                    |
| Väjern        |          |                    |

## Külső hivatkozások
- Hivatalos honlap